# Michael Kightly
Michael John Kightly (Basildon, Inglaterra 24 de enero de 1986) es un exfutbolista inglés que jugaba como extremo.
Se retiró en agosto de 2019 a los 33 años a pesar de que todavía le quedaba un año de contrato con el Southend United F. C.

## Trayectoria

### Primeros años
Nacido en Basildon, Kightly empezó a jugar al fútbol en la escuela del Tottenham Hotspur, pero fue liberado y posteriormente acogido por el equipo de su ciudad natal, el Basildon United F. C.
Su estancia fue breve y pronto volvió de nuevo al fútbol profesional jugando en el Southend United F. C., donde hizo su debut en la liga el 3 de mayo de 2003.
Aunque jugó algunos partidos de Copa nacional, hizo sólo trece apariciones en liga en tres temporadas. Fue cedido al Farnborough Town en octubre de 2004 y liberado al final de la temporada.

### Grays Athletic
Fichó por el Grays Athletic F. C., donde anotó 15 goles en liga en su primera temporada, y ganó el FA Trophy.
Comenzó la temporada 2006-07 con el Grays Athletic todavía, y anotó 10 goles hasta noviembre.
Su actuación llamó la atención de los ojeadores del Wolverhampton Wanderers, que consiguieron su cesión por dos meses desde el 17 de noviembre de 2006.
Tras ese periodo volvió al Grays Athletic F. C. para la pretemporada, aunque pronto los Wolves tramitaron su fichaje. El equipo del Molineux le firmó un contrato de dos años y medio.

### Wolverhampton Wanderers
Kightly anotó su primer gol en una victoria 1-0 contra el QPR en diciembre de 2006. Su fama le llevó a ser comparado con Ryan Giggs, y se informó de que Alex Ferguson estaba interesado en la contratación de Kightly para el Manchester United.
Se aportación para lograr un puesto en el play-off de ascenso, hicieron que los fanes le eligieran como segundo Jugador del Año 2006-07, por detrás del guardameta Matt Murray.
Después de la derrota en el play-off, se informó de que estaba siendo seguido por clubes de la Premier League como el Aston Villa F. C., Charlton, Spurs, Portsmouth y Everton.
Kightly pronto terminó con tal especulación mediante la firma de un nuevo contrato de cuatro años con su equipo en junio de 2007.
Su primera temporada completa con el club se vio seriamente obstaculizada por la persistencia de una lesión de tobillo sufrida en noviembre de 2007. Fue sometido a cirugía en febrero de 2008.
Fue un jugador muy importante durante la temporada 2008-09, contribuyendo a lograr el ascenso a la Premier League.
Sin embargo, su campaña fue interrumpida prematuramente por una fractura de metatarso.

## Selección nacional
Kightly fue llamado a la selección sub-21 de Inglaterra en agosto de 2007 para un amistoso contra el combinado inferior de Rumanía.

## Clubes
| Club                                   | País       | Año       |
| -------------------------------------- | ---------- | --------- |
| Southend United F. C.                  | Inglaterra | 2003-2005 |
| Farnborough Town F. C. (cedido)        | Inglaterra | 2004-2005 |
| Grays Athletic F. C.                   | Inglaterra | 2005-2006 |
| Wolverhampton Wanderers F. C. (cedido) | Inglaterra | 2006      |
| Wolverhampton Wanderers F. C.          | Inglaterra | 2007-2012 |
| Watford F. C. (cedido)                 | Inglaterra | 2011-2012 |
| Stoke City F. C.                       | Inglaterra | 2012-2014 |
| Burnley F. C. (cedido)                 | Inglaterra | 2013-2014 |
| Burnley F. C.                          | Inglaterra | 2014-2017 |
| Burton Albion F. C. (cedido)           | Inglaterra | 2017      |
| Southend United F. C.                  | Inglaterra | 2017-2019 |

## Palmarés

### Títulos nacionales
| Título                       | Club                          | País       | Año  |
| ---------------------------- | ----------------------------- | ---------- | ---- |
| FA Trophy                    | Grays Athletic F. C.          | Inglaterra | 2006 |
| Football League Championship | Wolverhampton Wanderers F. C. | Inglaterra | 2009 |